# Колона (Іллінойс)
Колона (англ. Colona) — місто (англ. city) в США, в окрузі Генрі штату Іллінойс. Населення — 5045 осіб (2020).

## Географія
Колона розташована за координатами 41°28′43″ пн. ш. 90°20′19″ зх. д. / 41.47861° пн. ш. 90.33861° зх. д. (41.478513, -90.338725).  За даними Бюро перепису населення США в 2010 році місто мало площу 10,68 км², з яких 10,41 км² — суходіл та 0,27 км² — водойми. В 2017 році площа становила 10,10 км², з яких 9,83 км² — суходіл та 0,27 км² — водойми.

## Демографія
Згідно з переписом 2010 року, у місті мешкало 5099 осіб у 1996 домогосподарствах у складі 1468 родин. Густота населення становила 477 осіб/км².  Було 2081 помешкання (195/км²).
Расовий склад населення:
| - 95,8 % — білих - 0,5 % — чорних або афроамериканців - 0,4 % — азіатів - 0,2 % — корінних американців - 0,1 % — вихідців з тихоокеанських островів - 1,1 % — осіб інших рас |

До двох чи більше рас належало 1,9 %. Частка іспаномовних становила 6,4 % від усіх жителів.
За віковим діапазоном населення розподілялося таким чином: 24,6 % — особи молодші 18 років, 63,4 % — особи у віці 18—64 років, 12,0 % — особи у віці 65 років та старші. Медіана віку мешканця становила 38,1 року. На 100 осіб жіночої статі у місті припадало 102,9 чоловіків;  на 100 жінок у віці від 18 років та старших — 98,4 чоловіків також старших 18 років.
Середній дохід на одне домашнє господарство  становив 66 274 долари США (медіана — 59 071), а середній дохід на одну сім'ю — 72 042 долари (медіана — 66 250). Медіана доходів становила 53 472 долари для чоловіків та 44 813 долари для жінок. За межею бідності перебувало 8,4 % осіб, у тому числі 8,9 % дітей у віці до 18 років та 3,8 % осіб у віці 65 років та старших.
Цивільне працевлаштоване населення становило 2605 осіб. Основні галузі зайнятості: освіта, охорона здоров'я та соціальна допомога — 17,8 %, виробництво — 16,8 %, роздрібна торгівля — 14,2 %.